# Sertić Poljana
Sertić Poljana je malo mjesto pored Plitvičkih Jezera.

## Povijest
Tijekom velikosrpske agresije na Hrvatsku (rujan/listopad 1991.) mjesto je potpuno uništeno, a nakon rata je obnovljeno. 
Tada su žive spaljene četiri stare žene koje zbog bolesti i nepokretnosti nisu uspjele pobjeći. Rafalima su spriječene da izađu iz kuća koje su zatim zapaljene.
Godine 1991. u obrani Saborskog poginuli su hrvatski branitelji Marko Šebalj, Ivica Matovina, Stipe Matovina, Nikola Sertić i Slavko Sertić. Nedaleko od Sertić Poljane, upali su u zasjedu, gdje su ih četnici mučki ubili.
Dana 29. svibnja 1993. godine skupina hrvatskih branitelja iz Smoljanca i Čatrnje izviđala je neprijateljski teren. Poginuli su nedaleko od križanja ceste za Dabar i Glibodol na Kapeli. Poginuli su hrvatski branitelji Ivica Bićanić, Marijan Bićanić, Milan Bićanić, Stipe Mesić iz Smoljanca i Joso Žafran iz Čatrnje. Ante Špoljarić iz Poljanka, koji je bio želio odati počast prijateljima i suborcima, stradao je deset godina poslije na obljetnicu pogibije suboraca 29. svibnja 2003., paleći svijeću na mjestu stradanja svojih prijatelja i suboraca, no snašla ga je ista sudbina. Jedini preživjeli iz te akcije izviđanja je Zoran Žafran.

## Stanovništvo
Apsolutno većinsko i jedino autohtono stanovništvo su Hrvati. Prevlada prezime Sertić.
- 2001. – 14
- 1991. – 38 (Hrvati – 36, Srbi – 2)
- 1981. – 52 (Hrvati – 51, Srbi – 1)
- 1971. – 83 (Hrvati – 83)

| broj stanovnika | 23    |       |       | 114   | 143   | 138   | 145   | 147   | 122   | 119   | 106   | 83    | 52    | 38    | 14    | 12    | 3     |
|                 | 1857. | 1869. | 1880. | 1890. | 1900. | 1910. | 1921. | 1931. | 1948. | 1953. | 1961. | 1971. | 1981. | 1991. | 2001. | 2011. | 2021. |

## Poznate osobe
- Zvonimir Hodak, odvjetnik[7]